# COVAAR
De COVAAR is een psychologische test naar COgnitieve VAARdigheden. Het is een redeneer- en leerproef waarbij taalkennis een minieme rol speelt, zowel bij het oplossen van de vragen, als bij het instrueren van de proefpersoon. Ze werd namelijk ontwikkeld om voor anderstalige nieuwkomers of kandidaat leerlingen Nederlands (NT2) te schatten volgens welke leermethode zij het best onderricht krijgen. De Huizen van het Nederlands kunnen daarmee anderstaligen beter oriënteren naar het juiste leertraject.

De test werd ontwikkeld in opdracht van de Vlaamse Onderwijsraad (VLOR) door een team van schoolpsychologen van de Leuvense Universiteit, onder leidng van Walter Magez. Oorspronkelijk ontwikkeld voor volwassenen in het kader van het volwassenenonderwijs werkte men in 2006-2007 een jongerenversie uit die dienstig kan zijn in de onthaalklassen, dus met aangepaste normering.